# Vînohradivka, Mîhailivka
Vînohradivka (în ucraineană Виноградівка) este un sat în comuna Rozdol din raionul Mîhailivka, regiunea Zaporijjea, Ucraina.

## Demografie
Componența lingvistică a localității Vînohradivka
     Ucraineană (92,55%)
     Rusă (7,45%)
Conform recensământului din 2001, majoritatea populației localității Vînohradivka era vorbitoare de ucraineană (92,55%), existând în minoritate și vorbitori de rusă (7,45%).